# Trials Frontier
Trials Frontier  est un jeu vidéo de trial mêlant course et plates-formes développé par le studio finlandais RedLynx et édité par Ubisoft. Il est sorti en 2014 sur iPhone, iPad et Android. Il est le premier jeu de la série à être développé sur mobiles.
Le titre a été officiellement présenté lors de l'E3 2013 dans le même trailer que Trials Fusion.
Trials Frontier est un jeu en scrolling 2D qui nous fait explorer un monde gigantesque à l'ambiance western. Il propose 45 pistes uniques avec un gameplay à base de moteur physique, à la fois exigeant et  bien calibré et une aventure scénarisée qui se déroule dans un petit village du Far West terrorisé par un certain Butch. Le joueur doit donc le pourchasser et venir aux besoins des villageois.
Malheureusement, les serveurs ont fermé le 30 juin 2023, 9 ans après son lancement.

## Système de jeu
Trials Frontier propose un système de jeu traditionnel des jeux Trials avec un gameplay adapté au support mobile. On utilise différentes touches de l'écran tactile afin de se balancer sur la moto ou bien avancer. La physique est simplifiée ce qui rend le gameplay plus accessible. Le jeu offre aux joueurs un système de scoring complet. On progresse dans le jeu grâce à l'obtention de pièces qui s'obtiennent en réussissant des missions. Ces pièces permettent aussi d'améliorer ces motos qui s'obtiennent avec des morceaux de plan. Il existe différentes missions comme réaliser des figures dans un temps limité, battre ses adversaires ou récupérer des objets. Le jeu propose donc une bonne durée de vie.

## Accueil

### Critique
Le premier épisode de la franchise Trials sur mobiles connaît des critiques plus ou moins correctes car les sites spécialisés critiquent essentiellement son modèle économique et applaudissent son gameplay et ses graphismes.

### Vente
Malgré ses critiques, Trials Frontier connaît un beau succès sur l'App Store puisqu'il totalise 6 millions de téléchargements, une semaine après sa commercialisation. Ce qui lui permet d'être classé premier dans le top des applications gratuites dans 75 pays différents. Cela montre l'influence de la licence développé par RedLynx.